# كارينا موسكالينكو
كارينا أكوبوفنا موسكالينكو (مواليد 9 فبراير 1954، باكو، جمهورية أذربيجان الاشتراكية السوفيتية) (بالروسية: Кари́нна Ако́повна Москале́нко) هي محامية في مجال حقوق الإنسان في روسيا، وعضو في مجموعة هلسنكي بموسكو.
فازت بأول قضية ضد الاتحاد الروسي في جلسات استماع علنية للمحكمة الأوروبية لحقوق الإنسان.

## مسيرتها
درست موسكالينكو القانون في جامعة لينينغراد الحكومية (تخرجت في عام 1976)، وتخصصمت بعد ذلك في حقوق الإنسان في جامعة برمنغهام في المملكة المتحدة (تخرجت في عام 1994). فازت هي وفريقها في مركز الحماية الدولي في موسكو بـ 27 قضية ضد الحكومة الروسية في المحكمة الأوروبية لحقوق الإنسان في ستراسبورغ، ولديهم أكثر من 100 طلب قيد النظر.
موسكالينكو هي عضو في المجلس الاستشاري الدولي لمبادرة الدفاع القانوني للإعلام، وهي مؤسسة خيرية مقرها المملكة المتحدة تقدم المساعدة القانونية والمساعدة للصحفيين ووسائل الإعلام الإخبارية في جميع أنحاء العالم، وتدعم التدريب في قانون الإعلام وتشجع تبادل المعلومات.
في عام 2010، حصلت على الجائزة الخامسة عشرة لجائزة لودوفيتش تراريو الدولية لحقوق الإنسان ("الجائزة التي يمنحها المحامون لمحامٍ")، والتي يتم حجزها كل عام لمحامين المدافعين عن حقوق الإنسان في العالم.

## روابط خارجية
- Her official biography (Russian)